# 空中飛鳥
是一部2019年美國運動劇情片，由史蒂芬·索德柏執導、攝影和剪輯，塔賴爾·阿爾文·麥卡尼撰寫劇本。其主演包括安德烈·荷蘭、薩琪·畢茲、馬文·格雷格（Melvin Gregg）、索尼婭·索恩、柴克瑞·恩杜、凱爾·麥克拉蘭及比爾·杜克。故事主要描述一名新人籃球員在美國職籃罷工期間與體育經紀人合作，以密謀一場足以改變業界體系的計劃。
該片最先在2019年1月27日登上斯蘭丹斯影展舉行全球首映，2019年2月8日上線Netflix。

## 劇情
故事敘述在美國職籃罷工期間，一名體育經紀人向一名新人籃球員提出了一個有趣的商機，但這也將在業界引起廣大的爭議及改變。

## 演員
- 安德烈·荷蘭飾演狄恩（Dean）
- 薩琪·畢茲飾演姍（Sam）
- 馬文·格雷格（Melvin Gregg）飾演艾瑞克（Erick）
- 索尼婭·索恩（英语：Sonja Sohn）飾演梅拉（Myra）
- 柴克瑞·恩杜飾演大衛·史塔爾（David Starr）
- 凱爾·麥克拉蘭飾演大衛·希頓（David Seton）
- 比爾·杜克飾演史賓瑟（Spencer）

## 製作

### 發展
2017年10月，據報導，安德烈·荷蘭將出演史蒂芬·索德柏執導的電影《空中飛鳥》，該片主要基於塔賴爾·阿爾文·麥卡尼撰寫的劇本，並由索德柏的公司製作。2018年3月，薩琪·畢茲與凱爾·麥克拉蘭加入演出。2018年4月，馬文·格雷格（Melvin Gregg）確認參演。

### 拍攝
主要拍攝2018年2月在紐約市開始進行。電影於2018年3月15日完成拍攝。《空中飛鳥》與索德柏先前的《瘋人院》（2018年）一樣，主要使用iPhone 7來拍攝。

## 發行
2018年9月，Netflix買下了《空中飛鳥》的發行權。該片2019年1月27日登上斯蘭丹斯影展舉行全球首映，2019年2月8日上線Netflix。

## 外部連結
- 互联网电影数据库（IMDb）上《空中飛鳥》的资料（英文）
- 在Netflix上觀看《空中飛鳥》